# NemKonto
NemKonto er en bankkonto, som de offentlige myndigheder i Danmark anvender, når de udbetaler penge til en borger eller institution. Ordningen medfører, at alle betalinger, en dansk borger modtager fra det offentlige, går ind på én bestemt af borgerens bankkonti. Det er obligatorisk for alle danske borgere såvel som virksomheder og foreninger at have en NemKonto. Ordningen blev indført i 2003 ved Lov om offentlige betalinger m.v. (Lov nr. 1203 af 27. december 2003). Ved indførelsen forventedes systemet at give det offentlige en besparelse på ca. 100 millioner kr. årligt.
En NemKonto er i øvrigt en helt almindelig bankkonto – typisk er personers lønkonto også deres NemKonto. NemKonto matcher borgerens CPR-nummer (eller i tilfælde af en virksomhed eller forening: CVR-nummeret) til den valgte bankkonto.

## Udbetalinger fra private virksomheder
Folketinget vedtog i maj 2007 en lov, der tillader private virksomheder at bruge NemKonto i forbindelse med udbetalinger til kunder, medarbejdere mv. Forudsætningen herfor er, at virksomheden har adgang til at behandle personnumre, og at de på forhånd har underrettet modtageren om, at de fremover udbetaler til NemKontoen. Modtageren har mulighed for at meddele virksomheden, at han eller hun ikke længere ønsker udbetalinger fra virksomheden indsat på sin NemKonto.